# Blackbeard's Lost Treasure Train
Blackbeard's Lost Treasure Train is een stalen kinder achtbaan in Six Flags Great Adventure. De achtbaan is gebouwd door Zierer en is van het model Tivoli Large.

## De trein
De van Blackbeard's Lost Treasure Train heeft 20 karretjes waardoor er 40 personen per rit meekunnen. De trein is verreweg de langste van het hele attractiepark. De trein behoort zelfs tot de 25 langste treinen ter wereld. De reden dat de trein zo lang is, is omdat het de enige kinderachtbaan in het park is. Hierdoor kan er een te lange wachtrij ontstaan. Daardoor is er voor dit model gekozen, waarbij dit soort treinen mogelijk zijn.